# فرودگاه یجیما
فرودگاه یجیما (به انگلیسی: Iejima Airport) (به زبان بومی: 伊江島空港) یک فرودگاه همگانی با کد یاتا IEJ است که یک باند فرود آسفالت بتن دارد و طول باند آن ۱۵۰۰ متر است. این فرودگاه در شهر لجیما کشور ژاپن قرار دارد .